# Paul Zirzow
Paul Zirzow (* 6. Juni 1838 in Berlin; † 14. Januar 1912 in Deutsch-Wilmersdorf bei Berlin) war ein deutscher Konteradmiral der Kaiserlichen Marine.

## Leben
Paul Zirzow trat am 24. Juni 1854 in die Preußische Marine ein. Als Fähnrich zur See war er auf der Arcona, dann als Leutnant zur See 2. Klasse erst auf der Gefion und dann als Inspektionsoffizier am Seekadetten-Institut in Berlin. 1869 wurde er als Kommandant der Niobe zur Flotten-Stamm-Division als Abteilungsführer kommandiert und wurde später als Korvettenkapitän (Beförderung am 18. Oktober 1871) Ausrüstungsdirektor der Werft Wilhelmshaven. Von März 1875 bis zur Außerdienststellung im September 1876 war er Kommandant der Glattdeckskorvette Medusa. Die Medusa war im März 1875 als Schulschiff wieder in Dienst gestellt worden und so wurde unter seinem Kommando eine Ausbildungsreise nach Südamerika und Westindien durchgeführt. Im Oktober 1876 wurde er zum Kommandeur der Schiffsjungen-Abteilung in Friedrichsort ernannt.
Im Juni 1877 war er kurz Kommandant der gerade in Dienst gestellten Gedeckten Korvette Leipzig. Vom 19. Juli 1877 bis Anfang August 1877 war er für die Überführung Kommandant der Glattdeckskorvette Freya. Als die Freya bei der Verlegung von Kiel nach Wilhelmshaven in der Ostsee auf Grund lief, sollte Zirzow nach dem Willen der Rechnungskommission des Reichstages für die entstandenen Abschleppkosten haften, was jedoch durch Otto von Bismarck zurückgewiesen wurde. Zum 17. Dezember 1878 wurde er zum Kapitän zur See befördert. Für die Probefahrten war er von Mai 1879 bis Juli 1879 Kommandant der Sachsen. Von Ende August 1879 bis 1881 war er Kommandant des Kadettenschulschiffs Vineta. Später war er vom 13. Dezember 1881 bis 23. Oktober 1883 Ober-Werft-Direktor der Werft Danzig.
Ab 1883 war Zirzow Mitglied der Gesellschaft für Erdkunde zu Berlin und Mitglied der Versammlung Deutscher Naturforscher und Ärzte.